# Ageniaspis mayri
Ageniaspis mayri är en stekelart som först beskrevs av Masi 1908.  Ageniaspis mayri ingår i släktet Ageniaspis och familjen sköldlussteklar. Inga underarter finns listade i Catalogue of Life.